# Freyastera tuberculata
Freyastera tuberculata is een zeester uit de familie Freyellidae.
De wetenschappelijke naam van de soort werd, als Freyella tuberculata, in 1889 gepubliceerd door Percy Sladen.